# Bogaczewo (powiat giżycki)
Bogaczewo (niem. Bogatzewen, od 1927 Reichensee) – wieś w Polsce położona w województwie warmińsko-mazurskim, w powiecie giżyckim, w gminie Giżycko.
| SIMC    | Nazwa             | Rodzaj     |
| ------- | ----------------- | ---------- |
| 0757915 | Wola Bogaczkowska | przysiółek |

Przez miejscowość przebiega droga wojewódzka nr 643.
W latach 1975–1998 miejscowość należała administracyjnie do województwa suwalskiego.

## Historia
Pierwszy zapis w dokumentach w 1522, w 1625 mieszkała tu wyłącznie ludność polska. W 1925 wprowadzono niemiecką nazwę wsi Bogatzewen.